# Benito van de Pas
Benito van de Pas (Tilburg, 1993. január 18. –) holland dartsjátékos. 2009-től 2014-ig a British Darts Organisation, majd 2014-től 2021-ig a Professional Darts Corporation tagja. Beceneve "Big Ben".

## Pályafutása

### BDO
Van de Pas karrierjét a BDO-nál kezdte, ahol 2009 és 2014 között vett részt versenyeken. Első sikerét 2011-ben érte el, amikor megnyerte German Open-t. Három világbajnokságon vett részt a BDO-nál, de minden alkalommal az első fordulóban kikapott. Nagytornákon a legjobb eredménye a Finder Masters-en játszott negyeddöntője volt, amit 2013-ban sikerült elérnie.
2014-ben átment a PDC-hez és ott folytatta karrierjét.

### PDC
Van de Pas 2014 januárjában jött át a PDC-hez és kifejezetten jó évet zárt debütáló évében. Több negyeddöntőt is játszhatott a Pro Tour torna állomásain, amelyek hozzásegítették, hogy hamar bekerüljön a világranglistán a legjobb 32-be. A Pro Tour fordulókon nyújtott jó teljesítményének köszönhetően, a Players Championship Finals-re (amely a sorozat végső döntője) is sikerült kvalifikálnia magát. Ott viszont már az első fordulóban összekerült Peter Wright-tal, akitől 6–2-es vereséget szenvedett.
2014 végén van de Pas részt vehetett a 2015-ös világbajnokságon, ahol az első körben a jóval tapasztaltabb ausztrál Paul Nicholson ellen játszotta első világbajnoki mérkőzését. Van de Pas 3–2-re megnyerte a mérkőzést, így bejutott a második körbe. Ott a világranglista 10. helyét elfoglaló Dave Chisnall volt az ellenfele, akit nagy meglepetésre 4–2-re megvert. A legjobb 16 között Robert Thornton-t kapta ellenfélnek, aki ellen már szerepelt jól és végül 4–0-ra kikapott.
2015-öt a világranglista 42. helyén kezdte meg. Márciusban sikeresen kvalifikálta magát a UK Open-re, ahol a harmadik körig tudott eljutni. Az egyik Players Championship fordulóban megdobta első kilencnyilasát a német Max Hopp ellen.  Júniusban az International Darts Open-en először játszhatott döntőt egy versenyen a PDC-nél, miután többek közt Michael van Gerwen-t 6–4-re és Kim Huybrechts-et 6–3-ra legyőzte menetelése során. A döntőben az angol Michael Smith-szel találkozott, aki végül 6–3-ra legyőzte a hollandot. A 2016-os világbajnokság szintén a harmadik körig tartott van de Pas számára, ezúttal Michael Smith-től kapott ki 4–0-ra.
A 2017-es világbajnokságon az első körben sikerrel legyőzte a selejtezőből érkező maláj ellenfelét, így készülhetett a világranglista 18. helyén álló Terry Jenkins elleni mérkőzésre. Van de Pas szoros csatában ugyan, de 4–3-ra legyőzte tapasztaltabb ellenfelét, így harmadik világbajnokságán is bejutott a legjobb 16 közé. Itt ellenfele a kétszeres világbajnok, címvédő Gary Anderson volt, aki ellen nagyon jól játszott, de végül 4–2-re a skót diadalmaskodott. Az év további részében van de Pas a German Darts Open-en a döntőbe jutott, ahol 6–5-re kikapott Peter Wright-tól.
A 2018-as világbajnokság előtt a 14. helyen kiemeltként várhatta a vb-sorsolást. A világbajnokságon már az első körben búcsúzni kényszerült, miután 3–1-re kikapott az angol Steve West ellen.

## Világbajnoki szereplései

### BDO
- 2012: Első kör (vereség  Alan Norris ellen 2–3)
- 2013: Első kör (vereség  Darryl Fitton ellen 2–3)
- 2014: Első kör (vereség  Jan Dekker ellen 0–3)

### PDC
- 2015: Harmadik kör (vereség  Robert Thornton ellen 0–4)
- 2016: Harmadik kör (vereség  Michael Smith ellen 0–4)
- 2017: Harmadik kör (vereség  Gary Anderson ellen 2–4)
- 2018: Első kör (vereség  Steve West ellen 1–3)
- 2019: Negyedik kör (vereség  Brendan Dolan ellen 1–4)
- 2020: Második kör (vereség  Max Hopp ellen 2–3)

## Tornagyőzelmei
| Players Championships - Players Championship (BAR): 2016 (x2) - Players Championship (COV): 2016 Challenge Tour - Challenge Tour (ENG): 2013 Development Tour - Development Tour: 2015 | - Baronie stad Open: 2009 - Dongen Open: 2010 - German Open: 2011 - Hemeco Open Rosmalen: 2015 - Klaaswaal Open: 2011 - Open Zeeland: 2015 - Scharen Open: 2010 - The Hague Championship: 2015 - Willemstad Open: 2010 |